# Catedral metropolitana de San Juan Evangelista (Dagupan)
La Catedral Metropolitana de San Juan Evangelista también conocida como la Catedral Metropolitana de la ciudad de Dagupan es la sede episcopal de la archidiócesis católica de Lingayen-Dagupan, Filipinas (Sufragánea de Lingayen - Dagupan) la cual fue creada el 19 de enero de 1970 y erigida canónicamente el 11 de abril de 1970. La Iglesia está en la Arquidiócesis de Nueva Segovia, una diócesis de rito latino de la Iglesia católica en las Filipinas.
Los agustinos gobernaron la ciudad y la parroquia desde 1590 hasta 1613. 